# Altheimer
Altheimer is een plaats (city) in de Amerikaanse staat Arkansas, en valt bestuurlijk gezien onder Jefferson County.

## Demografie
Bij de volkstelling in 2000 werd het aantal inwoners vastgesteld op 1192.
In 2006 is het aantal inwoners door het United States Census Bureau geschat op 1149,.

## Geografie
Volgens het United States Census Bureau beslaat de plaats een oppervlakte van
5,6 km². Altheimer ligt op ongeveer 63 m boven zeeniveau.